# Novibipalium trifuscostriatum
Novibipalium trifuscostriatum és una espècie de planària terrestre que pertany a la subfamília dels bipalins i que habita al Japó. Pot arribar a mesurar 55 mm de longitud i entre 6 i 8 mm d'amplada.